# ②mini~살아간다는 힘~
《②mini~살아간다는 힘~》(②mini〜生きるという力〜 츠미니 이키루토이우치카라[*])는 ℃-ute의 두 번째 음반이다.

## 개요
- 이 미니음반에서는 두 번째 트랙 이후는 멤버 중의 1사람이 아니고 여려명이서 부르고 있다.
- 초도 생산 한정판에서는 CD+DVD, 통상판은 CD뿐이다. 또, 통상판에는 ‘℃-ute 포토 카드’ 1종이 봉입되어있다. DVD에는 2007년 2월에 일본 청년관에서 행해진 콘서트 ‘℃-ute 데뷔 단독 콘서트 2007 봄 ~시작됐어! 큐티쇼~’의 첫 번째 곡 〈JUMP〉의 크로스 업버전 영상과, 이 음반의 자켓 촬영 풍경이 수록되어있다.

## 수록곡
전체 작사·작곡: 츤쿠
| #  | 제목                                          | 작곡                  | 음악가                                      | 재생 시간 |
| -- | --------------------------------------------- | --------------------- | ------------------------------------------- | --------- |
| 1. | 〈That's the POWER〉                          | 편곡: 유아사 코이치   |                                             |           |
| 2. | 〈우리들의 반짝임〉 (僕らの輝き)              | 편곡: 오구라 켄지     | 우메다 에리카, 오카이 치사토, 아리하라 칸나 |           |
| 3. | 〈디스코 퀸〉 (ディスコ クイーン)             | 편곡: 타나카 나오     | 나카지마 사키, 하기와라 마이                |           |
| 4. | 〈통학 벡터〉 (通学ベクトル)                  | 편곡: 히라타 쇼이치로 | 스즈키 아이리                               |           |
| 5. | 〈여름 DOKI 립스틱〉 (夏DOKIリップスティック) | 편곡: 야마자키 준     | 야지마 마이미                               |           |

## 참가 음악가
- 유아사 코이치 : 프로그래밍&기타 (#1)
- 후루카와 마사요시 : 클래식 기타 (#1), 어쿠스틱 기타 (#4)
- 이다 히로시 : 타악기 (#1)
- 타케우치 히로아키 : 코러스 (#1, #3, #5)
- 오구라 켄지 : 프로그래밍&기타 (#2)
- 츤쿠♂ : 코러스 (#2, #3, #4, #5)
- CHINO : 코러스 (#2, #4)
- 타나카 나오 : 프로그래밍 (#3)
- 히라타 쇼이치로 : 프로그래밍 (#4)
- 야마자키 준 : 프로그래밍&기타 (#5)

## 차트 순위
| 국가 | 차트        | 최고 순위 |
| ---- | ----------- | --------- |
| 일본 | 오리콘 차트 | 21        |